# Quebrada Peine
La quebrada Peine es un curso natural de agua que nace al lado oriental de la cuenca del Salar de Atacama, fluye hacia el poniente hasta sumirse en ella, cerca del poblado homónimo.

## Trayecto
La quebrada Peine es una de los afluentes que fluyen al salar de Atacama desde el oriente.: 174–176 

## Caudal y régimen
Un informe de la DGA le asigna un caudal de 15 l/s (quince litros por segundo).: 73 
Otro informe, también de la Dirección General de Aguas, de 2004, muestra un diagrama con los resultados de aforos puntuales mensuales realizados a lo largo del año. No se presentan los resultados numéricos de las mediciones, solo las curvas de valores mínimos, medios y máximos. Se puede apreciar en el gráfico un valor medio de cerca de 7,5 litros por segundo.: 33 
Este informe concluye que las aguas de los afluentes orientales del salar son relativamente constantes durante el año con leves aumentos del caudal en los meses de verano y de invierno.: 34 

## Historia
Luis Risopatrón la describe en su Diccionario Jeográfico de Chile (1924):: 646 
Peine (Quebrada de). Tiene agua constante, cargada de sales, pero no nociva para la bebida, que corre en un bosque de frondosos algarrobos i raquíticos chañares i con la que se cultivan unas 12 hectáreas de chacras, trigo i alfalfa, aunque se puede regar mucho más; baja de los cerros del E i pasa por un costado del lugarejo del mismo nombre, donde se pierde.

## Población, economía y ecología
En las inmediaciones de esta quebrada, cercano al borde sureste del Salar de Atacama se ubica la localidad de Peine, habitado principalmente por atacameños que aprovechan las aguas para la agricultura y como baños de aguas termales.